# Yttergrans församling
Yttergrans församling var en församling i Uppsala stift och i Håbo kommun i Uppsala län. Församlingen uppgick 2010 i Kalmar-Yttergrans församling.

## Administrativ historik
Församlingen har medeltida ursprung. 
Församlingen var till 2010 annexförsamling i pastoratet Övergran och Yttergran som 1 maj 1923 utökades med Kalmar församling och 1962 med Skoklosters och Häggeby församlingar. År 1977 namändrades pastoratet till Håbo pastorat. Församlingen uppgick 2010 i Kalmar-Yttergrans församling.

## Kyrkor
- Yttergrans kyrka